# Therosaurus anglicus
Therosaurus anglicus es la única especie conocida del género dudoso extinto Therosaurus es un género extinto de dinosaurio ornitópodo iguanodóntido, que vivió a principio del período Cretácico, hace aproximadamente entre 123 a 129 millones de años, durante el Barremiense, en lo que es hoy Europa. Anteriormente conocida como Iguanodon anglicus. 

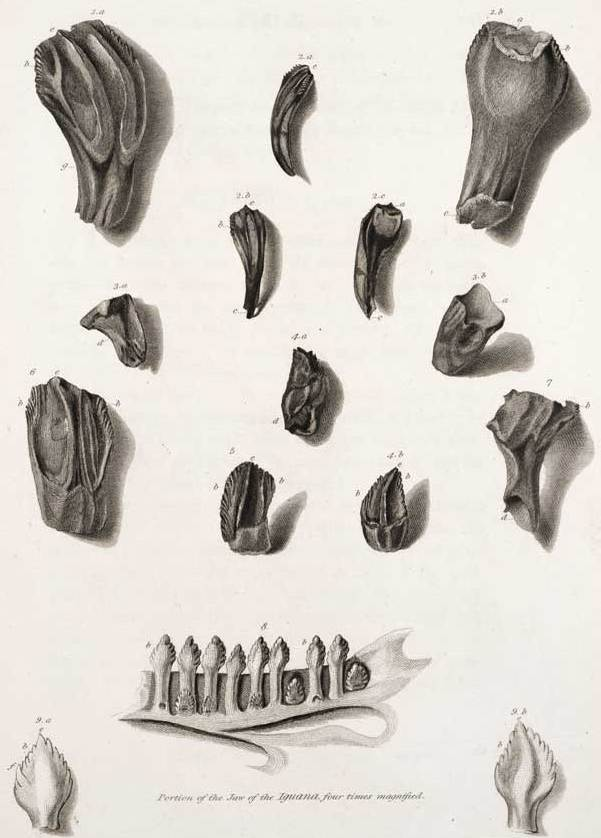
Ilustración de los dientes del artículo de Mantell de 1825

El descubrimiento de estos dientes ha estado acompañado por largo tiempo de una popular leyenda. El relato cuenta que la esposa de Gideon Mantell, Mary Ann, descubrió los dientes de un "Iguanodon" en los estratos del bosque de Tilgate en Whitemans Green, Cuckfield, Sussex en Inglaterra, en 1822 mientras su esposo estaba visitando a un paciente. Sin embargo, no hay evidencia de que Mantell estuviera con su esposa mientras él realizaba sus visitas. En realidad, él admitió en 1851 que él mismo había hallado el diente. Aun así no todos están de acuerdo en que la historia sea falsa.
Se sabe por sus cuadernos que Mantell primero adquirió grandes huesos fósiles de la cantera en Whitemans Green en 1820. Ya que también se hallaron dientes de terópodo, por tanto pertenecientes a carnívoros, él interpretó inicialmente a estos huesos, que él trataba de combinar en un esqueleto parcial, como procedentes de un cocodrilo gigante. En 1821 Mantell mencionó el hallazgo de dientes de herbívoros y empezó a considerar la posibilidad de que un gran reptil herbívoro estuviera presente en los estratos. Sin embargo, en su publicación de 1822 Fossils of the South Downs él aún no se atrevía a sugerir una conexión entre los dientes y el muy incompleto esqueleto, presumiendo que sus hallazgos representaban dos grandes formas, una carnívora, "un animal de la tribu de los lagartos de enorme magnitud", y el otro herbívoro. En mayo de 1822 él presentó los dientes de herbívoro a la Sociedad Geológica de Londres pero los miembros, entre ellos William Buckland, rechazaron la idea considerándolos como dientes de un pez o los incisivos de un rinoceronte de un estrato del Terciario. El 23 de junio de 1823 Charles Lyell le mostró algunos a Georges Cuvier, durante una velada en París, pero el famoso naturalista francés en seguida los consideró como de un rinoceronte. Aunque al siguiente día Cuvier se retractó, Lyell solo reportó la desestimación a Mantell, quien se volvió muy inseguro del asunto. En 1824 Buckland describió a Megalosaurus y fue en esta ocasión invitado a visitar la colección de Mantell. Viendo los huesos el 6 de marzo él estuvo de acuerdo con que estos eran de algún saurio gigante. Aunque aún negando que fuera un herbívoro. Nuevamente animado, Mantell envió otra vez los dientes a Cuvier, quien le respondió el 22 de junio de 1824 que él había determinado que eran reptilianos y muy posiblemente pertenecían a un herbívoro gigante. En una nueva edición de ese año de su Recherches sur les Ossemens Fossiles Cuvier admitió su anterior error, llevando a la inmediata aceptación de Mantell y su nuevo saurio en los círculos científicos. Mantell trató de corroborar su teoría buscando un equivalente entre los reptiles modernos. En septiembre de 1824 él visitó el Royal College of Surgeons pero en principio no logró hallar dientes comparables. No obstante, el asistente-curador Samuel Stutchbury reconició que se parecían a los de una iguana que él había preparado recientemente, si bien veinte veces mayores. Mantell no describió sus hallazgos hasta 10 de febrero de 1825, cuando presentó un artículo sobre los restos a la Sociedad Real de Geología de Londres.

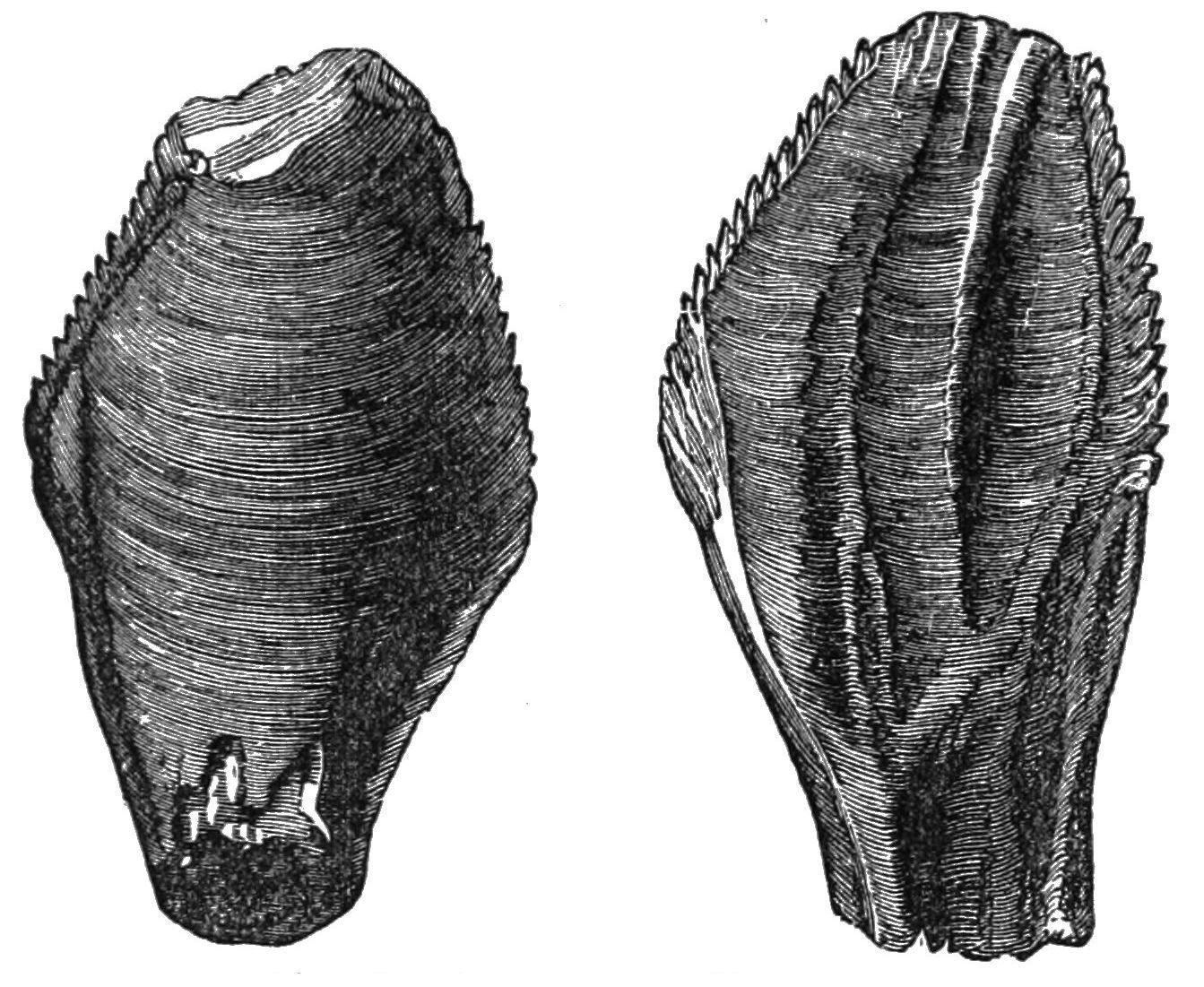
Dos de los dientes

En reconocimiento del parecido de los dientes con los de las iguanas, Mantell nombró a su nuevo género Iguanodon o "diente de iguana", a partir de iguana y la palabra griega ὀδών, odon, odontos o "diente". Basándose en la extrapolación isométrica, él estimó que la criatura podía haber medido más de 18 metros de largo, superior a los 12 metros de longitud estimados para Megalosaurus. Su idea inicial para el nombre era Iguanasaurus, "lagarto iguana", pero su amigo William Daniel Conybeare sugirió que el nombre era más aplicable a la propia iguana, por lo que un nombre más apropiado podría ser Iguanoides, "similar a una iguana", o Iguanodon. Él se negó a añadirle un nombre de especie para formar un nombre binomial formal, siendo proporcionado en 1829 por Friedrich Hol, I. anglicum, el cual luego fue enmendado a I. anglicus.

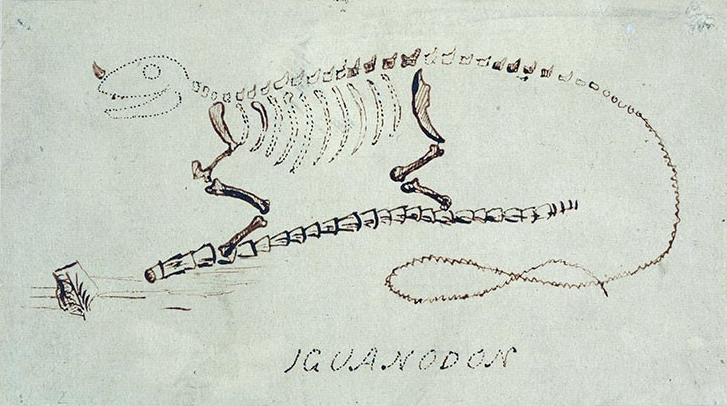
Recreación del "Iguanodon" de Mantell basada en los restos de Maidstone de Mantellodon carpenteri

Un espécimen más completo de un animal similar fue descubierto en una cantera en Maidstone, Kent, en 1834, en la Formación Lower Greensand, el cual fue pronto adquirido por Mantell. Él lo identificó como otro Iguanodon debido a su parecido en los dientes. Este espécimen fue luego hecho el holotipo de una especie separada, Mantellodon carpenteri, por Gregory S. Paul en 2012.
Debido a que Iguanodon fue uno de los primeros géneros de dinosaurios que fueron nombrados, se le asignaron con los años numerosos especímenes y especies, muchos de los cuales fueron posteriormente reconocidos como géneros distintos. Aunque no llegó a volverse un taxón cajón de sastre como varios otros de los primeros géneros de dinosaurios, especialmente Megalosaurus y Pelorosaurus, Iguanodon ha tenido una historia complicada, y su taxonomía continúa bajo distintas revisiones. Los restos de la única especie bien fundamentada, I. bernissartensis solo se conocen de Bélgica, aunque restos adicionales a veces atribuidos a I bernissartensis han sido hallados en Inglaterra. No obstante, algunos investigadores han recomendado limitar el uso de I. bernissartensis a los hallazgos de Bernissart, y usar I. sp., que significa especie indeterminada, para los restos de iguanodontianos robustos de rocas del Barremiense de Europa. Por tanto, tras el exhaustivo reestudio y la transferencia del nombre de los dientes de Mantell a los esqueletos belgas, el que alguna vez fue visto como un dinosaurio británico por excelencia en realidad no es conocido de Inglaterra.
I. anglicus fue la especie tipo original de Iguanodon, pero el holotipo se basaba en un único diente y en unos restos parciales de la especie recuperados desde entonces. En marzo de 2000, la Comisión Internacional de Nomenclatura Zoológica cambió la especie tipo al mucho mejor conocido I. bernissartensis, siendo el nuevo holotipo IRSNB 1534. El diente original de Iguanodon es alojado en el Te Papa Tongarewa, el museo nacional de Nueva Zelanda en Wellington, aunque no está en exhibición. El fósil llegó a Nueva Zelanda debido a que el hijo de Gideon Mantell, Walter se mudó allí, tras la muerte de Gideon, sus fósiles pasaron a Walter. Aunque es importante en la historia de la paleontología por estar entre los primeros fósiles de dinosaurio en ser descritos y nombrados, el nombre de la especie Iguanodon anglicus se basó en restos fósiles muy fragmentarios, una colección de dientes, por lo que el nombre Iguanodon fue más tarde transferido oficialmente a un dinosaurio distinto. Esto deja a Therosaurus como el más antiguo nombre disponible para el género que contiene a estos dientes históricos pero dudosos que fueron descubiertos originalmente por Gideon Mantell en Inglaterra.